# Jun Shibuya
Jun Shibuya (jap. 渋谷 潤, Shibuya Jun) ist ein ehemaliger japanischer Skispringer. Er sprang für das Team Takugin der Bank Hokkaidō Takushoku Ginkō.
Shibuya gab am 19. Dezember 1992 in Sapporo sein Debüt im Skisprung-Weltcup. Dabei kam er auf den 34. Platz. Einen Tag später wurde er von der Großschanze 17. und verpasste so die Punkteränge nur knapp. Ab 1993 startete Shibuya fest im Skisprung-Continental-Cup und wurde jährlich für das Weltcup-Springen in Sapporo nominiert. Dabei konnte er am 20. Januar 1996 mit dem 11. Platz das beste Einzelresultat im Weltcup erreichen. Daraufhin wurde er zum Saisonende der Saison 1995/96 für drei weitere Weltcup-Springen aufgestellt. Beim Teamspringen in Trondheim konnte er dabei gemeinsam mit Takanobu Okabe, Masahiko Harada und Hiroya Saitō auf den 2. Platz und damit aufs Podium springen. Shibuya beendete die Saison auf dem 56. Platz in der Weltcup-Gesamtwertung. Nachdem die Saison 1996/97 im Continental Cup erfolglos verlaufen war, beendete er 1997 seine aktive Skisprungkarriere.